# Мосциці (Любуське воєводство)
Мосциці (пол. Mościce, нім. Blumberg) — село в Польщі, у гміні Вітниця Ґожовського повіту Любуського воєводства.
Населення — 406 осіб (2011).
У 1975-1998 роках село належало до Гожовського воєводства.

## Демографія
Демографічна структура станом на 31 березня 2011 року:
|          | Загалом | Допрацездатний вік | Працездатний вік | Постпрацездатний вік |
| -------- | ------- | ------------------ | ---------------- | -------------------- |
| Чоловіки | 204     | 45                 | 142              | 17                   |
| Жінки    | 202     | 49                 | 113              | 40                   |
| Разом    | 406     | 94                 | 255              | 57                   |